# Internationales Eishockeyturnier 1967
Das Internationale Eishockeyturnier anlässlich des 50. Jahrestages der Oktoberrevolution war der Beginn der Serie eines jährlichen Eishockeyturniers für Nationalmannschaften in der Sowjetunion, welche ab 1969 Iswestija Cup genannt wurde. Es wurde vom 30. November bis 6. Dezember 1967 in Moskau, Leningrad und Woskressensk ausgetragen. Neben zwei sowjetischen Auswahlmannschaften nahmen Nationalmannschaften der Tschechoslowakei, Polens und Kanadas teil. Da die Verbände Deutschlands und Schwedens die Einladung ablehnten, stellten die UdSSR und die ČSSR je zwei Mannschaften.

## Spiele
| 30. November 1967 | Tschechoslowakei | 9:1 (3:0, 4:1, 2:0) | Polen | Sportpalast Luschniki, Moskau Zuschauer: 2.000 |

| 30. November 1967 | UdSSR B | 9:3 (4:1, 5:2, 0:0) | Kanada | Jubileiny-Sportkomplex, Leningrad Zuschauer: 8.000 |

| 30. November 1967 | UdSSR Boris Majorow (19.) | 1:3 (1:1, 0:0, 0:2) | Tschechoslowakei B J. Horešovský (19.) F. Ševčík (55.) P. Svoboda | Sportpalast Luschniki, Moskau Zuschauer: 10.000 |

| 1. Dezember 1967 | Polen | 3:5 (3:3, 0:1, 0:1) | Kanada | Jubileiny-Sportkomplex, Leningrad Zuschauer: 8.000 |

| 1. Dezember 1967 | Tschechoslowakei | 3:3 (1:1, 2:0, 0:2) | Tschechoslowakei B | Chimik-Sportpalast, Woskressensk Zuschauer: 2.000 |

| 1. Dezember 1967 | UdSSR | 5:2 (0:0, 2:1, 3:1) | UdSSR B | Sportpalast Luschniki, Moskau Zuschauer: 8.000 |

| 3. Dezember 1967 | Polen | 0:7 (0:1, 0:3, 0:3) | Tschechoslowakei B | Jubileiny-Sportkomplex, Leningrad Zuschauer: 6.000 |

| 3. Dezember 1967 | UdSSR Weniamin Alexandrow Wladimir Breschnew Anatoli Firsow Igor Grigorjew Wiktor Polupanow Wjatscheslaw Starschinow Jewgeni Simin | 7:0 (1:0, 5:0, 1:0) Spielbericht | Kanada | Sportpalast Luschniki, Moskau Zuschauer: 14.000 |

| 3. Dezember 1967 | UdSSR B J. Mischakow (2.) J. Moissejew (12.) | 2:1 (2:0, 0:1, 0:0) | Tschechoslowakei B. Brunclík (29.) | Chimik-Sportpalast, Woskressensk Zuschauer: 4.500 |

| 4. Dezember 1967 | Tschechoslowakei | 6:2 (1:0, 2:0, 3:2) | Kanada | Sportpalast Luschniki, Moskau Zuschauer: 11.000 |

| 4. Dezember 1967 | UdSSR Igor Grigorjew A. Makarov Boris Majorow Waleri Nikitin Wjatscheslaw Starschinow (2) | 6:1 (3:0, 2:1, 1:0) Spielbericht | Polen | Chimik-Sportpalast, Woskressensk Zuschauer: 4.500 |

| 4. Dezember 1967 | UdSSR B | 3:1 (0:0, 0:1, 3:0) | Tschechoslowakei B | Jubileiny-Sportkomplex, Leningrad Zuschauer: 8.000 |

| 6. Dezember 1967 | UdSSR Wiktor Blinow Anatoli Firsow (2) Waleri Nikitin Wiktor Polupanow Wjatscheslaw Starschinow Wladimir Wikulow (2) Jewgeni Simin | 9:1 (3:1, 4:0, 2:0) Spielbericht | Tschechoslowakei | Sportpalast Luschniki, Moskau Zuschauer: 12.000 |

| 6. Dezember 1967 | UdSSR B | 13:1 (3:0, 6:0, 4:1) | Polen | ZSKA-Eissportpalast, Moskau Zuschauer: 1.350 |

| 6. Dezember 1967 | Tschechoslowakei B | 7:2 (1:0, 4:0, 2:2) | Kanada | Sportpalast Luschniki, Moskau |

## Abschlusstabelle
| Platz | Mannschaft         | Spiele | S | U | N | Tore  | Punkte |
| ----- | ------------------ | ------ | - | - | - | ----- | ------ |
|       | UdSSR              | 5      | 4 | 0 | 1 | 28:07 | 8      |
|       | UdSSR B            | 5      | 4 | 0 | 1 | 29:11 | 8      |
|       | Tschechoslowakei B | 5      | 3 | 1 | 1 | 21:14 | 7      |
| 4.    | Tschechoslowakei   | 5      | 2 | 1 | 2 | 20:17 | 5      |
| 5.    | Kanada             | 5      | 1 | 0 | 4 | 12:32 | 2      |
| 6.    | Polen              | 5      | 0 | 0 | 5 | 06:40 | 0      |

## Auszeichnungen
- Beste Mannschaft:  UdSSR B
- Fairplay-Trophäe:  Polen
- Bester Jungspieler:  Igor Grigorjew
- Bester Torjäger:  Wladimir Schadrin (6 Tore)
- Mutigster Spieler:  Jewgeni Mischakow
- Schönstes Tor:  Jewgeni Simin (erzielt gegen Kanada)